# تاکاهیرو اوهاتا
تاکاهیرو اوهاتا (انگلیسی: Takahiro Ohata؛ زادهٔ ۹ ژانویهٔ ۱۹۵۷) بازیکن هندبال اهل ژاپن بود.